# Daşoguz (provins)

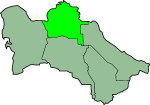
Provinsens läge i Turkmenistan

Daşoguz (turkmeniska: Daşoguz welaýaty, Дашогуз велаяты) är en provins i Turkmenistan, belägen i landets norra del, med gräns mot Uzbekistan. Achal hade 1 370 400 invånare år 2005 på en yta av 73 430 km². Huvudort är Daşoguz. 
Världsarvet Kunja-Urgentj ligger i provinsen. 

## Distrikt
Provinsen är indelad i 8 distrikt (etraplar; singular etrap) och två städer (il)  :
- Daşoguz (stad)
- Köneürgenç (stad)
- Akdepe
- Boldumsaz
- Görogly
- Gubadag
- Gurbansoltan Eje
- Köneürgenç
- Saparmyrat Nyýazow
- Saparmyrat Türkmenbaşy